# ピカティニー・レール

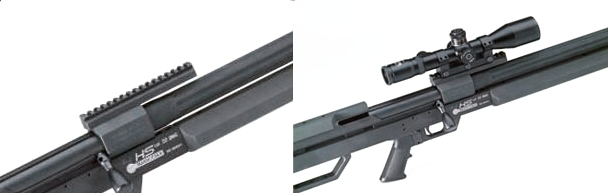
ステアー HS50のピカティニー・レール

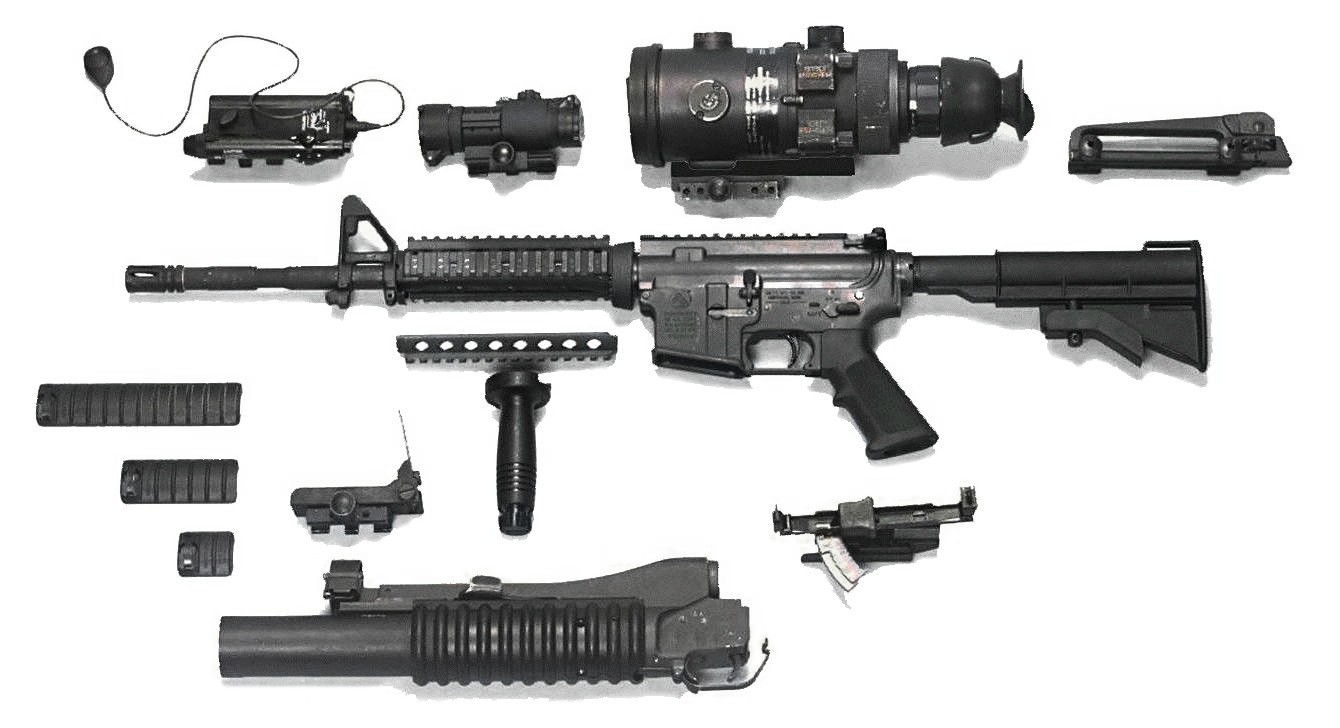
M4A1とアクセサリー。左下にあるのはレール保護用カバー

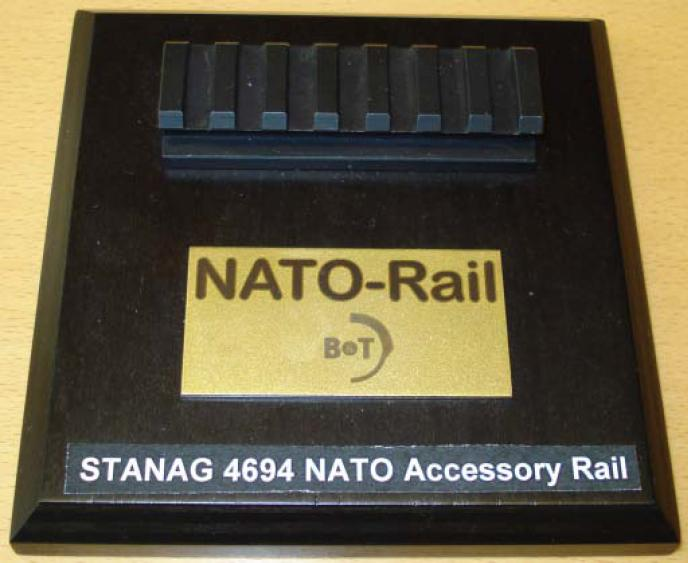
2009年に承認されたNATO アクセサリー・レール (STANAG 4694)

ピカティニー・レール (Picatinny rail) は、小火器用の規格化・システム化されたオプション取り付け台である。MIL規格番号はMIL-STD-1913で、NATOではSTANAG 2324に規定されている。 
光学スコープ、特殊スコープ、タクティカルライトなど、増え続ける小火器付属品に対応するため、アメリカ陸軍ピカティニー・アーセナル兵器製造所が標準化提案した。

## 概要
広いT字型断面溝が横切りに成形されたもので、通常は火器機関部の真上に直接設置され、多くは後部照準器やスコープ類が前後どちらかの端に固定される。
常に安定した固定台であることが絶対条件である。加えて、銃は灼熱の砂漠から寒冷地帯、多湿、乾燥など地球上に存在し得る多種多様な場所で利用されるため、温度差や、多少の衝撃が加えられても変形せず影響を最小限に止める素材や構造要求から、熱膨張に因る歪を縦方向へ逃がす目的で横溝切りに遊びが与えられている。
当初は、大口径重火器に採用されてスコープが取り付けられたが、暗視装置の利用増加に伴って小型アサルトライフルでも採用が始まり、現在ではこのレールへ固定式照準器に替わって光学照準器も標準出荷状態で取り付けられている。本システムの一般化に伴い、着脱の容易さからフラッシュライトなど他アクセサリーの取り付けにも応用され、レーザーサイトやフロントグリップ、バイポッドなど各種後付け部品が対応設計されている。
派生品として、銃の様々な箇所へ取り付け可能な短い「スモール・レール」が供用開始され、銃両側面に取り付けられているほか、散弾銃や拳銃へも採用が広まっている。
固定には基本的に六角レンチ用ボルトを使用するが、一部の高級なアクセサリはクイックリリースレバー機構を持つものがあり、容易に着脱可能になっている。
ただし、スコープマウント以外の用途での使用は当初の想定外なので、ハンドガードに取り付けられたレールは金属製かつ凸型形状なので素手で持つと冷たくて痛く、また重くなるといった批判もあり、民間用途では軽量化とカスタマイズ性に加えて取り付け精度を高めたキーモッド・システムやM-LOKなどと組み合わせ、必要最小限の場所にレールを増設する事例も増えている。これらのシステムは最初は強度不足を心配され、軍用銃への採用は少なかったが、民間での使用実績で信頼性を確保したらしく最新の軍用銃には採用されている。そのため、ハンドガードに直接レールが設置される例は少なくなっている。

ピカティニー・レールの断面図
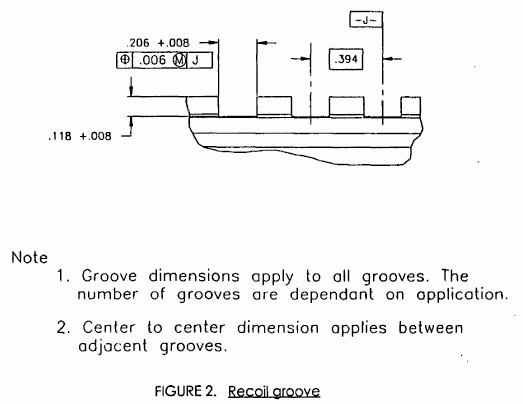
ピカティニー・レールの側面図